# Евдокия Макремволитиса
Евдокия Макремволитиса (на гръцки: Ευδοκία Μακρεμβολίτισσα; * 1021; † 1096) е византийска императрица, втора съпруга на император Константин X Дука, след чиято смърт се омъжва за император Роман IV Диоген.

## Произход
Дъщеря е на Йоан Макремволит и на сестрата на константинополския патриарх Михаил Керуларий. Според Михаил Псел Евдокия Макремволитиса се отличавала с изключителна красота, благородство и интелигентност.

## Брак с Константин X Дука
Около 1050 г. Евдокия се омъжва за бъдещия император Константин X Дука, на когото ражда седем деца:
- Михаил VII Дука
- Андроник Дука, съимператор
- Анна Дукина
- Теодора Дукина
- Константий Дука
- Зоя Дукина
- едно дете, починало рано

Когато Константин X умира през 1067 г., Евдокия Макремволитиса става регент на сина си Михаил VII.

## Брак с Роман Диоген
На смъртния одър на Константин X Евдокия се заклева никога да не се омъжва повторно и дори по нейна заповед в затвора е хвърлен Роман Диоген, който е заподозрян в аспирации за императорската корона. Въпреки това Евдокия осъзнава, че е неспособна сама да възпре варварските нашествия по източните граници на империята, поради което тя нарушава клетвата си и се омъжва за Роман Диоген без разрешението на контантинополския патриарх, Йоан Дука или на Михаил VII. В крайна сметка императрицата успява да убеди патриарха да върне документа, върху който била написана клетвата ѝ за безбрачие, и го убедила публично да обяви, че е съгласен бракът ѝ с Роман Диоген да бъде сключен за доброто на държавата. Бракът е сключен на 1 януари 1068 г. и Роман Диоген веднага е обявен за съимператор под името Роман IV Диоген, с чиято помощ Евдокия успява да отблъсне за кратко варварската заплаха за империята.
От Роман IV Диоген Евдокия Макремволитиса има две деца:
- Никифор Диоген
- Лъв Диоген

Роман IV обявява за съимпертор Андроник Дука, син на Евдокия и Константин X, въпреки че той е бил държан на страни от властта както от майка си, така и от братята си. Животът на Евдокия с втория ѝ съпруг се оказва доста нещастен. Роман IV е войнствен и упорит и все повече ограничава властта на Евдокия и Михаил VII над империята. След като през 1071 г. Роман IV е заловен от селджукските турци в битката при Манцикерт, Евдокия Макремволитиса и Михаил VII отново застават начело на властта в Константинопол, докато не се разбира, че Роман IV е жив и пътува към града. Тогава кесарят Йоан Дука, по-малкият брат на Константин X Дука, с помощта на варяжката гвардия, принуждава императрицата да остави властта изцяло на Михаил VII и да се оттегли в манастир.
През 1078 г. Михаил VII е детрониран от Никифор III. Новият император повикал Евдокия Макремволитиса обратно в столицата с предложение да се ожени за нея. Този план обаче е провален отново от кесаря Йоан Дука, който стоял начело на опозицията срещу Евдокия.
Евдокия Макремволитиса умира като монахиня през 1096 г. Век по-късно византийският историк Никифор Григора описва императрица Евдокия като втора Хипатия.